# درهای ادراک

چاپ نخست در سال ۱۹۵۴

درهای ادراک (به انگلیسی: The Doors of Perception) کتابی است در مورد مصرف مسکالین و شرح تجربیات نویسنده که در سال ۱۹۵۴ به قلم آلدوس هاکسلی منتشر شده‌است.
در ابتدای این کتاب، جمله‌ای از ویلیام بلیک شاعر بریتانیایی نقل می‌شود که «اگر درهای ادراک باز می‌شد، هرچیز همان‌طور که هست، بر انسان ظاهر می‌شد، لایتناهی».
ترجمهٔ فارسی این کتاب با نام درهای ادراک بهشت و دوزخ در سال ۱۳۸۱ توسط نشر میرکسری چاپ شده‌است.
در دهه ۱۹۶۰ میلادی جیم موریسون رهبر و خواننده اصلی گروه راک درها (د دورز) نام گروهش را از همین مفهوم اقتباس نمود. گروه دورز بعدها به یکی از جنجالی‌ترین باندهای راک ایالات متحده و جهان بدل شد.